# Henk Kater
Hendrik Jan (Henk) Kater (De Rijp, 1 april 1911 - Amsterdam, 1 juni 2003) was een vrijzinnig-hervormd predikant en vooral bekend als de dominee die het huwelijk van kroonprinses Beatrix en prins Claus inzegende.
In 1935 voltooide hij in Leiden zijn studie theologie en hierna werd hij predikant in Drimmelen. In 1938 werd hij in Batavia beroepen. Het gezin  had tijdens de Japanse bezetting 3 kinderen, Kater werd met vrouw en kinderen in eerste instantie in het vrouwenkamp Tjideng geïnterneerd. In 1944 werd ds. Kater naar diverse mannenkampen vervoerd. Na de Japanse capitulatie is het gezin op transport naar Nederland gesteld. In Singapore kwam men terecht in kamp Irene - een afgekeurd Gurkha-kamp. Daar is een grote groep ex-gevangenen letterlijk vergeten. Pas in maart 1946 kwam men in Nederland aan. Het gezin vond in Nieuwveen onderdak bij de vader van ds. Kater. Eind 1946 verhuisde het gezin naar Enschede. In 1950 werd hij beroepen door de vrijzinnig-hervormde gemeente in Amsterdam. Hij nam dit beroep aan en werd predikant in de Nieuwezijds Kapel. Hij zou dit blijven tot hij in 1976 met emeritaat ging.

## Predikant van het Koninklijk Huis
In de jaren vijftig van de twintigste eeuw werd Kater benoemd als leraar aan het Incrementum. Prinses Beatrix zat bij hem in de klas. Het Incrementum was een dependance van het Baarns Lyceum.
In een dienst die hij leidde op Palmzondag 1956 in de Nieuwezijds Kapel, legde de prinses samen met veertig anderen openbare belijdenis van het geloof af. Het huwelijk sluiten tussen Beatrix en Claus was voor Kater geen gemakkelijke beslissing. Het Nederlandse volk stond zo vlak na de oorlog afkeurend tegenover een huwelijk met een Duitser. Persoonlijke gesprekken met de prins leidden ertoe dat Kater besloot het huwelijk in te zegenen. Dit besluit werd hem door een groot aantal, met name Amsterdamse, predikanten niet in dank afgenomen.
Als informeel hofpredikant leidde hij de volgende diensten:
- Belijdenisdienst voor prinses Beatrix, Palmzondag 1956
- Huwelijksdienst voor prinses Beatrix en prins Claus, samen met Ds. J. H. Sillevis Smit, 10 maart 1966
- Doop prins Willem Alexander, 2 september 1967
- Doop prins Friso, 28 december 1968
- Doop prins Constantijn, 21 februari 1970

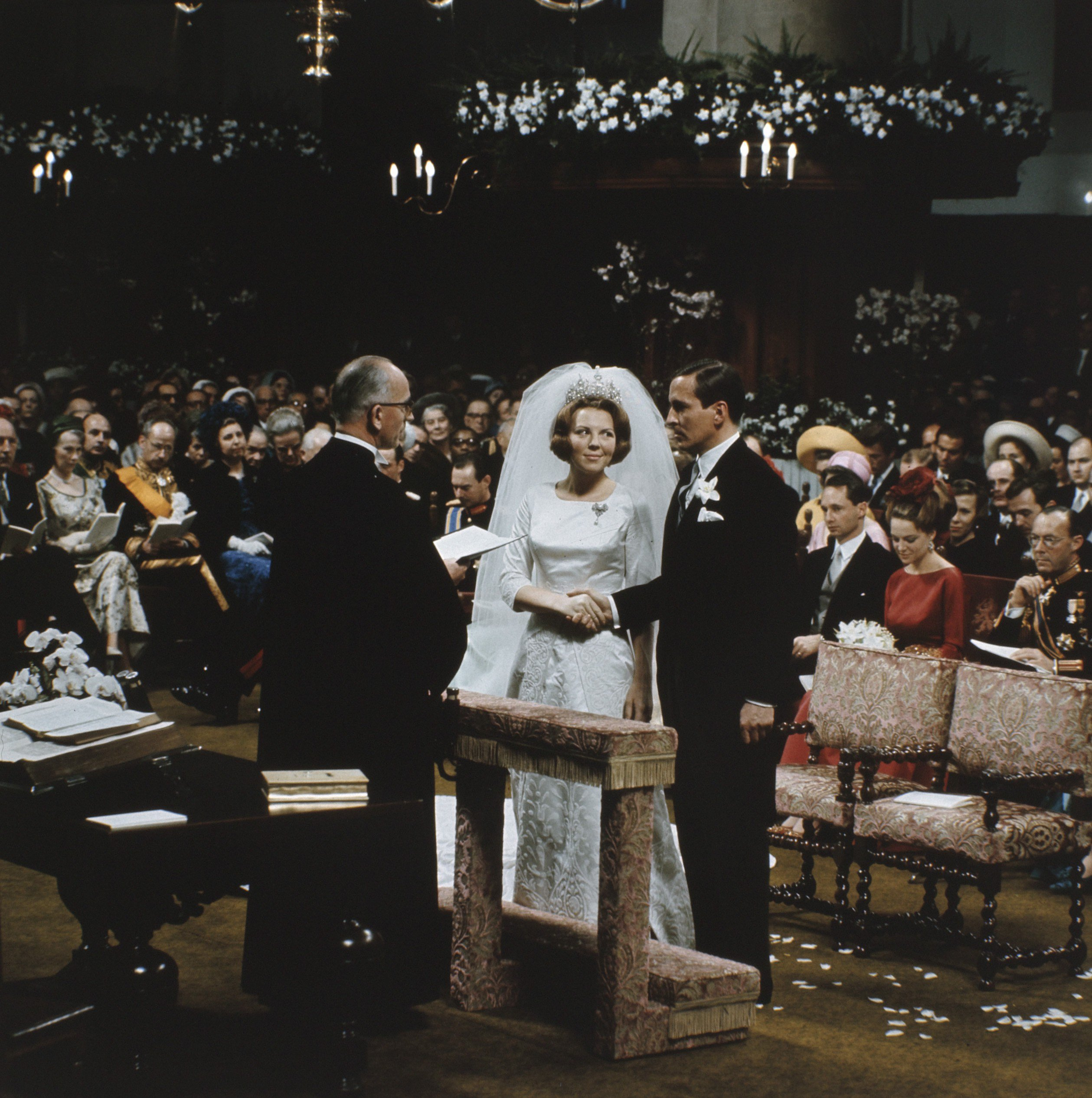
Kater zegent huwelijk Beatrix en Claus in (1966)
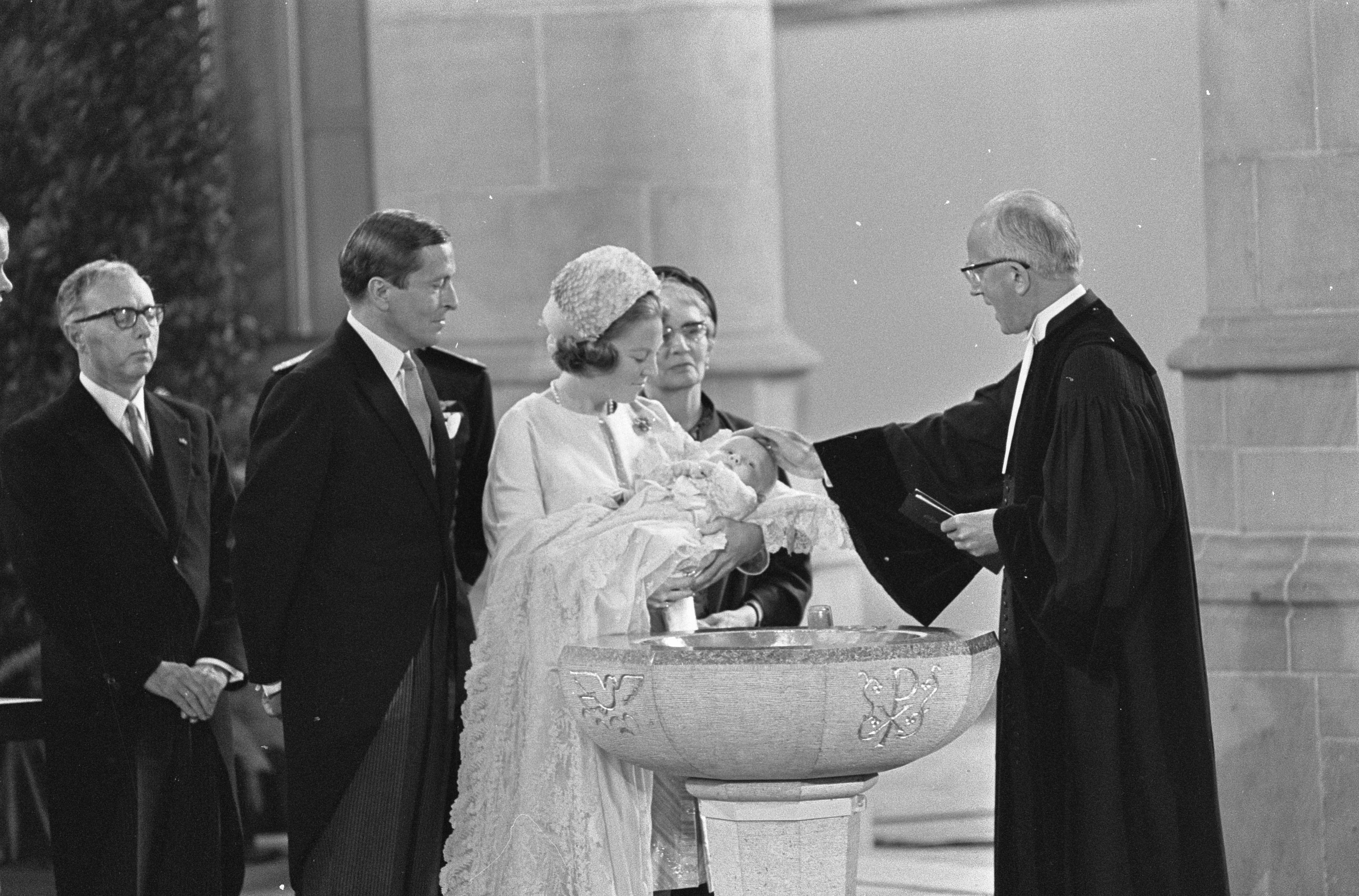
Doop prins Willem-Alexander (1967)
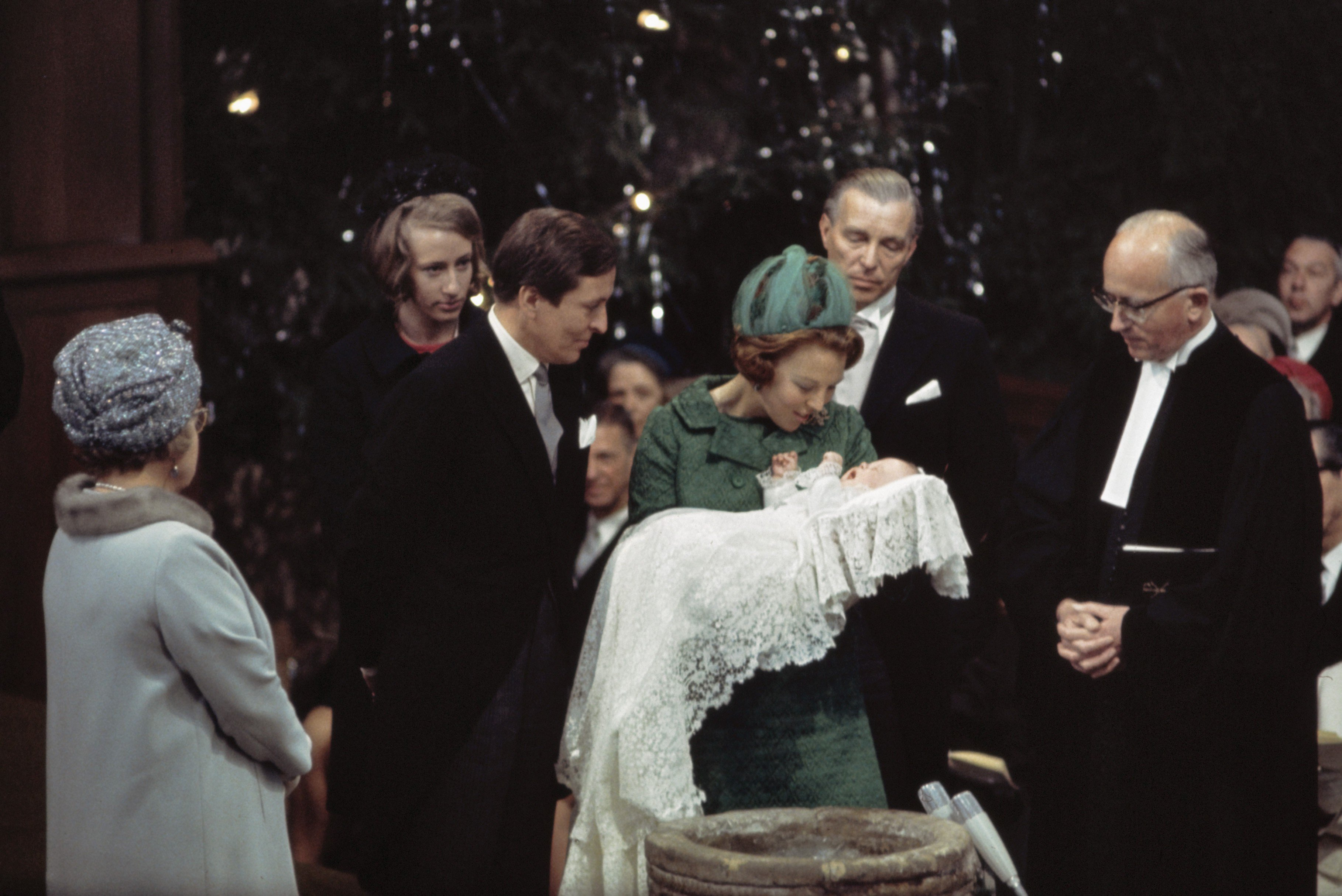
Doop prins Johan-Friso (1968)

## VPRO
Kater was ook bekend als columnist van de Vrijzinnig Protestantse Radio Omroep (VPRO). Hij verzorgde er voor de radio op zaterdagavond in het programma Passe-Partout het onderdeel Deze Week.
Daarnaast heeft hij jarenlang op de Wereldomroep een column gehad.